# Tennis Court
«Tennis Court» —en español: «Cancha de tenis»— es una canción de la cantante croatoneozelandesa Lorde, incluida en su primer álbum de estudio, Pure Heroine, lanzado el 27 de septiembre de 2013.

## Composición y lanzamiento
Ella Yelich O'Connor, conocida por su nombre artístico Lorde, compuso el tema con la ayuda de Joel Little. Respecto a su composición, Little comentó: 

«Con "Tennis Court", hasta ese punto, ella [Lorde] traería letras y nos inspiraríamos de ahí en cuanto a dónde ir con la música. Pero esta fue una [canción] en la que empecé a poner la música junta y se nos ocurrieron las melodías en la parte superior, ella escribió la melodía. A medida que ella se desarrollaba en la composición, eso se convirtió más en una opción. Esa canción fue una en la que teníamos todo excepto el estribillo. Ella estaba sentada en la parte de atrás de la habitación mientras yo estaba trabajando en la música y ella dijo: "Creo que tengo una idea para el estribillo", le pregunté: "¿Puedo oírla?" y ella dijo: "No, no, no". No me la iba a cantar y una vez que la tuvo, ella básicamente cantó todo el estribillo como lo oyes ahora. Yo estaba como: "Mierda, esto en serio es bueno". Esta fue la primera vez en la que ella tuvo una completa e impresionante idea para un estribillo. Esto es, no sé cuánto tiempo duró el proceso, pero yo estaba como: "Esta chica va a ser una impresionante compositora, o ya se ha vuelto una en un muy corto período de tiempo". Luego simplemente añadí los "yeahs" y ajustamos un par de cosas aquí y allá».

Universal Music lanzó «Tennis Court» como sencillo en Nueva Zelanda y Australia, el 7 de junio de 2013. El mismo día, la discográfica lanzó un EP llamado Tennis Court EP que incluye al tema homónimo, «Swingin Party», «Biting Down» y «Bravado», en diversos países como Alemania, España, el Reino Unido y Suiza. Por otro lado, el lanzamiento del sencillo en los Estados Unidos se vio interrumpido por el de «Glory and Gore», que iba a ser lanzado en lugar de «Tennis Court». Sin embargo, la discográfica volvió a sus planes originales de lanzar el último de estos. «Tennis Court» estuvo disponible oficialmente como sencillo en el Reino Unido a partir del 12 de mayo de 2014; en países como este y los Estados Unidos es el tercer sencillo de Lorde, luego de «Royals» y «Team», mientras que en Australia y Nueva Zelanda, «Tennis Court» precede a «Team».

## Producción y descripción
Joel Little además de coescribir el tema también lo produjo. Este «abre con voces, un sintetizador reverberado y un pulso electrónico que no es muy diferente al de "Together" de The XX». De acuerdo con la partitura publicada en Musicnotes, la canción está compuesta en la tonalidad de la menor y tiene un tempo Moderato de 92 pulsaciones por minuto, mientras que la voz de Lorde alcanza una octava y se extiende desde la nota sol#3 hasta la sol#4. Según Lorde, escribió el tema «después de tener una visión de la industria de la música, y yo solo estaba pensando en qué tan superficial puede ser la gente». En cuanto al título, comentó que: «La idea de una cancha de tenis es muy hermosa visualmente para mí [...] La cancha de tenis solo era como un símbolo de nostalgia para mí. Era algo que que era familiar y seguro para mí [...] El resto de la canción es como sobre todos los cambios en mi vida para ese momento... y la yuxtaposición de eso con la que crecí».

## Recepción

### Comercial
«Tennis Court» tuvo una recepción comercial moderada. En el país natal de Lorde alcanzó el primer puesto, al igual que su sencillo debut «Royals». La semana en que debutó en la primera posición, la artista tenía otras tres canciones en el top 20 del conteo; «Swingin' Party» en el número diez, «Royals» en el once y «The Love Club» en el dieciocho, esto convirtió a Lorde en la primera artista femenina en tener más de dos canciones en los primeros veinte lugares de esta lista. También la convirtió en el primer acto en general en lograr esta hazaña, con lo que superó a la banda Titanium, que logró posicionar tres canciones en el top 20 al mismo tiempo. Gracias a su buena recepción en el territorio recibió dos discos de platino por parte de la RMNZ, que certifican 30 000 copias vendidas. A finales del 2013, Spotify anunció que «Tennis Court» fue el séptimo tema con más streaming del año en Nueva Zelanda, mientras que «Royals» ocupó el primer lugar. En Australia alcanzó el número veinte y también recibió dos discos de platino, por vender 140 000 copias. En países como Francia y Alemania ocupó las posiciones número 193 y ochenta y tres, respectivamente, lo que la convirtió en la segunda canción que logra debutar en las listas. En los Estados Unidos ingresó a las listas Billboard Hot 100, Rock Songs y Streaming Songs, en las posiciones número setenta y uno, doce, y treinta y uno, respectivamente. Para abril del 2014, «Tennis Court» había vendido 355 000 copias en el país antes de lanzarse oficialmente como sencillo.

## Posicionamiento en listas

### Semanales
| País              | Lista                     | Mejor posición |      |
| 2013              | 2013                      | 2013           | 2013 |
| ----------------- | ------------------------- | -------------- | ---- |
| Alemania          | German Singles Chart      | 83             |      |
| Australia         | Australian Singles Chart  | 20             |      |
| Bélgica (Flandes) | Ultratip 100              | 24             |      |
| Bélgica (Valonia) | Ultratip 50               | 30             |      |
| Estados Unidos    | Adult Pop Songs           | 33             |      |
| Estados Unidos    | Billboard Hot 100         | 71             |      |
| Estados Unidos    | Pop Songs                 | 39             |      |
| Estados Unidos    | Rock Songs                | 11             |      |
| Estados Unidos    | Streaming Songs           | 28             |      |
| Francia           | French Singles Chart      | 193            |      |
| Nueva Zelanda     | New Zealand Singles Chart | 1              |      |

#### Sucesión en listas
| Predecesor: «Blurred Lines» de Robin Thicke con T.I. y Pharrell | New Zealand Singles Chart — Sencillo número uno 17 de junio de 2013 — 24 de junio de 2013 | Sucesor: «Blurred Lines» de Robin Thicke con T.I. y Pharrell |

### Anuales
| \| País \| Lista \| Posición \| \| \| \| \| \| \| 2013 \| 2013 \| 2013 \| 2013 \| 2013 \| 2013 \| 2013 \| 2013 \| \| -------------- \| ----------------------------- \| -------- \| ---- \| ---- \| ---- \| ---- \| ---- \| \| Australia \| Australian Singles Chart[32] \| 72 \| \| \| \| \| \| \| Estados Unidos \| Rock Songs[33] \| 30 \| \| \| \| \| \| \| Nueva Zelanda \| New Zealand Singles Chart[34] \| 19 \| \| \| \| \| \| \| 2014 \| \| \| \| \| \| \| \| \| Estados Unidos \| Rock Songs[35] \| 21 \| \| \| \| \| \| |                           |          |
| País | Lista                     | Posición |
| 2013 |                           |          |
| Australia | Australian Singles Chart  | 72       |
| Estados Unidos | Rock Songs                | 30       |
| Nueva Zelanda | New Zealand Singles Chart | 19       |
| 2014 |                           |          |
| Estados Unidos | Rock Songs                | 21       |

## Certificaciones
| País           | Organismo certificador | Certificación | Ventas certificadas | Ref.   |
| -------------- | ---------------------- | ------------- | ------------------- | ------ |
| Australia      | ARIA                   | 2× Platino    | 140 000             | [ 22 ] |
| Canadá         | Music Canada           | Oro           | 40 000              | [ 36 ] |
| Nueva Zelanda  | RMNZ                   | 3× Platino    | 45 000              | [ 19 ] |
| Estados Unidos | RIAA                   | Oro           | 670 000             | [ 37 ] |
| Noruega        | IFPI                   | Oro           | 10 000              | [ 37 ] |